# Damir Grgić (allenatore di pallacanestro)
Damir Grgić (20 novembre 1979) è un allenatore di pallacanestro sloveno.

## Carriera
Ha guidato la Slovenia a tre edizioni dei Campionati europei (2017, 2019, 2021).